# Allochernes mongolicus
Espèce
Allochernes mongolicus est une espèce de pseudoscorpions de la famille des Chernetidae.

## Distribution
Cette espèce est endémique de Mongolie. Elle se rencontre vers Choybalsan.

## Étymologie
Son nom d'espèce lui a été donné en référence au lieu de sa découverte, la Mongolie.

## Publication originale
- Beier, 1966 : Ein neuer nidikoler Allochernes. Ergebnisse der zoologischen Forschungen von Dr. Z. Kaszab in der Mongolei (Pseudoscorpionidea). Reichenbachia, vol. 7, p. 225-227.